# Rezeptivität
Rezeptivität (wörtlich: ‚Empfänglichkeit‘) ist ganz allgemein die Fähigkeit, Wirkungen zu empfangen. Der Begriff ist vor allem durch Immanuel Kant in die Philosophie eingeführt worden und bezeichnet insbesondere die Fähigkeit des Menschen (und anderer Lebewesen), durch den Einfluss von Gegenständen Vorstellungen von diesen Gegenständen zu erhalten. Diese Fähigkeit nennt Kant auch Sinnlichkeit: 

„Die Fähigkeit (Rezeptivität), Vorstellungen durch die Art, wie wir von Gegenständen affiziert werden, zu bekommen, heißt Sinnlichkeit.“

Unsere Rezeptivität liefert uns nach Kant sinnliche Anschauungen, die durch die Formen Raum und Zeit (die „reinen Anschauungen“) strukturiert sind. 
Der Gegenbegriff zur Rezeptivität als der passiven Seite unseres Erkenntnisvermögens heißt „Spontaneität“. Sie ist das aktive Vermögen, das rezipierte ‚Material‘ zu begreifen, indem es Begriffe bildet und auf die Gegenstände anwendet.
Außerhalb des erkenntnistheoretischen Zusammenhangs wird der Begriff der Rezeptivität von Kant auch benutzt, um das Problem einer teleologischen Beschreibung der Natur zu analysieren: man müsste sich nicht nur eine entsprechende Rezeptivität der Materie (für die verschiedenen Formen von Organismen) denken, sondern auch eine formenschaffende Spontaneität (eines unerfahrbaren Schöpfers).